# Piotr Czarnecki (polityk)
Piotr Czarnecki (ur. 6 czerwca 1956 w Krakowie) – polski, polityk, automatyk, poseł na Sejm I i II kadencji.

## Życiorys
Ukończył w 1976 Technikum Hutniczo-Mechaniczne w Krakowie. Należał do współzałożycieli „Solidarności” w zakładzie automatyzacji Huty im. Lenina w Krakowie. W 1981 był członkiem komisji rewizyjnej związku. W 1991 został wybrany na wiceprzewodniczącego rady pracowniczej Huty im. Tadeusza Sendzimira w Krakowie. Wszedł do władz krajowych stowarzyszenia Solidarność Pracy, objął też funkcję przewodniczącego okręgu krakowskiego SP.
Od 1991 do 1997 sprawował mandat posła I kadencji z listy Solidarności Pracy i II kadencji z listy Unii Pracy (pełnił funkcję sekretarza Sejmu), wybranego w okręgach krakowskich: nr 33 i nr 21.
Wraz z Ryszardem Bugajem w 1998 opuścił UP. W 2007 zasiadł we władzach krajowych Ruchu na rzecz Demokracji.